# Jean de Neufchâtel
 (mai 2023).
Améliorez-le ou discutez des points à vérifier. 
Jean de Neufchâtel, mort le 4 octobre 1398 à Avignon, est un pseudo-cardinal du XIVe siècle créé par l'antipape d'Avignon Clément VII.

## Biographie

### Origines
Son appartenance familiale fait débat, il pourrait relever soit de la famille franc-comtoise de Neufchâtel en Bourgogne, soit de la famille comtale suisse de Neuchâtel,. 
Il est le fils de Thiébaut V, selon Vianney Muller (2015).

### Carrière
Jean de Neufchâtel est chanoine d'Autun et trésorier de la cathédrale de Besançon. Il est nommé évêque de Nevers en 1371 et transféré à Toul en 1372. Il est chambellan de l'antipape Clément VII.
Il quitte son siège en 1383 pour prendre l'habit de Chartreux. Toutefois, l'antipape Clément VII le crée cardinal lors du consistoire du 23 décembre 1383. Le cardinal de Neufchâtel fait des efforts pour mettre fin au schisme.
Il assume la charge d'administrateur de l'Église de Toul de 1385 à sa mort.
Il ne participe pas au conclave de 1394, lors duquel l'antipape Benoît est élu. Jean de Neufchâtel est chanoine au Mans. Lors du siège des princes français en 1396, il harangue la population à se rebeller contre l'antipape Benoît XIII et il est nommé capitaine de la ville d'Avignon en 1398 et meurt peu après (Gallia christiana, vol.13, pp. 1031-1032).